# Дорибаба
Дорибаба је насељено место у Босни и Херцеговини у општини Јајце. Административно припада Федерацији Босне и Херцеговине, односно њеном Средњобосанском кантону. Према попису становништва из 2013. у насељу је било 609 становника, а већинску популацију у насељу чинили су Хрвати.

## Становништво
По последњем службеном попису становништва из 2013. године у насељу Дорибаба живело је 609 становника, а село је било етнички хомогено са већинском хрватском популацијом.
| Националност | 2013. | 1991.        | 1981.        | 1971.        |
| Бошњаци      | —     | 165 (25,35%) | 146 (26,79%) | 146 (31,52%) |
| Хрвати       | —     | 474 (72,81%) | 385 (70,64%) | 315 (68,48%) |
| Срби         | —     | 0            | 1 (0,18%)    | 0            |
| Југословени  | —     | 5 (0,76%)    | 4 (0,73%)    | 0            |
| остали       | —     | 7 (1,07%)    | 9 (1,65%)    | 0            |
| Укупно       | 609   | 651          | 545          | 460          |